# Northfield (West Midlands)
Northfield – dzielnica miasta Birmingham, w Anglii, w West Midlands, w dystrykcie Birmingham. Leży 8,9 km od centrum miasta Birmingham i 163,2 km od Londynu. W 2011 roku dzielnica liczyła 25 707 mieszkańców. W 1911 roku civil parish liczyła 31 395 mieszkańców. Northfield jest wspomniana w Domesday Book (1086) jako Nordfeld.